# Agilfridus
Agilfridus (ook: Agelfredus of Egilfridus) (gestorven in 787) was bisschop van Luik van 769 (of 765) tot 787.

## Levensloop
Agilfridus was monnik van de Abdij van Saint-Amand en werd achtereenvolgens abt van de Sint-Baafsabdij in Gent en van de Abdij van Saint-Amand, beide gesticht door Amandus van Gent.
Na de dood van Fulcharius in 769 (of 765) werd Agilfridus benoemd tot bisschop van Luik. Over zijn regeerperiode is weinig bekend. Hij kwam goed overeen met Karel de Grote en gaf in 774 op vraag van deze laatste een tijdje asiel aan Ansa, de echtgenote van Desiderius, de laatste koning van de Longobarden die door Karel de Grote was verslagen. Desiderius zelf vond asiel in de Abdij van Corbie.
Volgens de kroniekschrijver Sigisbert van Gembloers bleef Agilfridus tijdens zijn regeerperiode als bisschop eveneens de functie van abt uitoefenen. 
- Gemeinsame Normdatei: 135580978
- Virtual International Authority File: 67685501